# Spiriamphorellinae
Spiriamphorellinae es una subfamilia de foraminíferos bentónicos de la familia Nubeculariidae, de la superfamilia Cornuspiroidea, del suborden Miliolina y del orden Miliolida. Su rango cronoestratigráfico abarca el Carniense (Triásico superior).

## Clasificación
Spiriamphorellinae incluye al siguiente género:
- Spiriamphorella †

Otro género considerado en Spiriamphorellinae es:
- Amphorella †, aceptado como Spiriamphorella